# Люшно
Люшно — озеро на юго-востоке Любытинского района Новгородской области России, находится в 20 км к востоку от райцентра Любытино, юго-западнее озера Городно.
Находится на высоте 194,2 метра над уровнем моря. Форма озера вытянутая в широтном направлении. Длина — около 3,9 км, ширина в восточной части достигает 850 м. Небольшой остров в западной части. Площадь озера — 2,32 км², площадь водосборного бассейна — 13,5 км². Наибольшая глубина 8 м, средняя — 2,7 м.
На востоке вытекает река Люшонка, которая впадает в Хвощенку и далее — в озеро Городно. На западе впадает протока из озера Еглино. Берега низкие, поросшие лесом. Дно пологое, покрытое глиной, песком и илом. На южном берегу населённый пункт — деревня Залюшенье.
В озере обитает щука, плотва, окунь, ёрш, лещ, пелядь, налим.
Код водного объекта в государственном водном реестре — 08010200111110000002644.